# 9 ventôse
9 pluviôse 9 germinal
Le nonidi 9 ventôse, officiellement dénommé jour du marceau, est le 159e jour de l'année du calendrier républicain.
C'était généralement le 27e jour du mois de février dans le calendrier grégorien.